# La liga (programa de televisão)
La liga é um programa de televisão jornalístico argentino, produzido pela Cuatro Cabezas e exibido pela primeira vez em 2005, pela El Trece e de 2006 em diante pela Telefe. O programa trata geralmente de questões sociais, ecológicas, políticas, econômicas e de pesquisa, através de um olhar jovem e ágil.